# Врублевська Тетяна Анатоліївна
Врублевська Тетяна Анатоліївна (13 грудня 1950 — 27 жовтня 1984) — вільнонайманий працівник радянської армії, учасниця афганської війни. Посмертно нагороджена орденом Червоної зірки.

## Життєпис

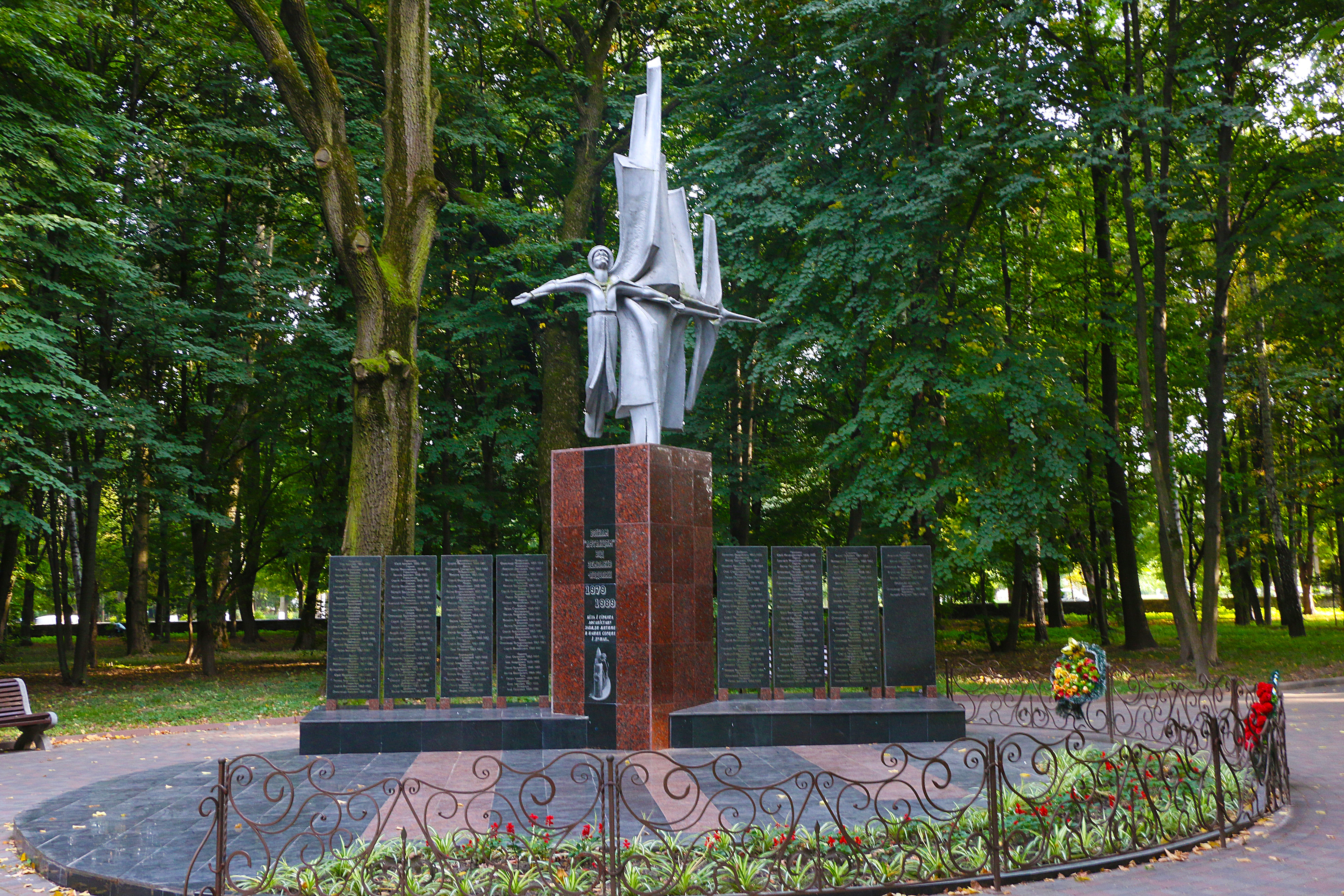
Пам'ятник загиблим в Афганістані у Вінниці, на якому викарбувано прізвище Врублевської

Тетяна Врублевська народилася 13 грудня 1950 року у Вінниці. Її батьки були службовцями. За різними джерелами Врублевська була українкою або росіянкою. Навчалася у Вінницькій школі № 17 та торговельно-економічному інституті. Працювала за спеціальністю на Головному швейному виробничому об'єднанні Вінниці. У 1983 році добровольцем звернулася до Староміського військового комісаріату Вінниці. 20 квітня 1983 була направлена для праці за наймом у радянські війська, що розташовувалися у Афганістані.
В Афганістані працювала товарознавецем 660-ї торговельно-закупівельної бази Управління тилу 40-ї загальновійськової армії.
Похована на Староміському цвинтарі Вінниці.

## Нагороди
- орден Червоної Зірки (посмертно)

## Пам'ять
- Її ім'я викарбуване на одній з плит Меморіального комплексу пам'яті воїнів України, полеглих в Афганістані у Києві[4].